# Arzúa
Arzúa ist ein Municipio, ein Parroquia und ein Ort in der Autonomen Gemeinschaft Galicien, in der  Provinz A Coruña im Norden von Spanien.

## Jakobsweg
Für laufstarke Jakobspilger auf dem Camino Francés hat der Ort als letzter Etappenort vor Santiago de Compostela große Bedeutung, weil sich die verbleibenden 39 Kilometer an einem Tag bewältigen lassen.

## Sehenswürdigkeiten
- Kapelle La Magdalena, ein Rest eines ehemaligen Augustinerklosters aus dem 14. Jahrhundert mit angeschlossenem Museum.
- Zahlreiche Landhäuser aus allen Epochen sind in der Gemeinde zu finden.
- Mehrere Käsereien in der Gemeinde, die den Queso Arzúa-Ulloa herstellen.

## Gemeindegliederung
Die Gemeinde Arzúa ist in 22 Parroquias gegliedert:
| Parroquias                           | Patrozinium  | Einwohner 2024 | Fläche km² | Dichte Einw./km² | Höhe msnm | Ortskennzahl |
| ------------------------------------ | ------------ | -------------- | ---------- | ---------------- | --------- | ------------ |
| Arzúa                                | Santiago     | 2.836          | 3,26       | 870              | 385       | 15006020000  |
| Boente                               | Santiago     | 122            | 2,15       | 57               | 371       | 15006030000  |
| Brandeso                             | San Lourenzo | 108            | 3,15       | 34               | 309       | 15006040000  |
| Branzá                               | Santa Locaia | 131            | 6,23       | 21               | 409       | 15006050000  |
| Burres                               | San Vicenzo  | 353            | 16,18      | 22               | 368       | 15006060000  |
| Campo                                | Santo Estevo | 87             | 6,35       | 14               | 364       | 15006080000  |
| A Castañeda                          | Santa María  | 122            | 6,97       | 18               | 389       | 15006090000  |
| Dodro                                | Santa María  | 53             | 7,13       | 7                | 368       | 15006100000  |
| Dombodán                             | San Cristovo | 202            | 6,78       | 30               | 359       | 15006110000  |
| Figueiroa                            | San Paio     | 45             | 2,73       | 16               | 393       | 15006120000  |
| Lema                                 | San Pedro    | 186            | 7,21       | 26               | 322       | 15006130000  |
| Maroxo                               | Santa María  | 71             | 7,60       | 9                | 320       | 15006140000  |
| A Mella                              | San Pedro    | 97             | 3,98       | 24               | 353       | 15006150000  |
| Oíns                                 | San Cosme    | 188            | 13,55      | 14               | 398       | 15006160000  |
| Pantiñobre                           | Santo Estevo | 170            | 6,80       | 25               | 348       | 15006170000  |
| Rendal                               | Santa María  | 207            | 9,89       | 21               | 335       | 15006180000  |
| San Martiño de Calvos de Sobrecamiño | San Martiño  | 175            | 12,72      | 14               | 389       | 15006070000  |
| Santa María de Arzúa                 | Santa María  | 333            | 8,21       | 41               | 385       | 15006010000  |
| Tronceda                             | Santa María  | 28             | 1,39       | 20               | 292       | 15006190000  |
| Viladavil                            | Santa María  | 134            | 8,23       | 16               | 369       | 15006200000  |
| Vilantime                            | San Pedro    | 159            | 8,10       | 20               | 383       | 15006210000  |
| Viñós                                | San Pedro    | 94             | 6,87       | 14               | 303       | 15006220000  |

## Wirtschaft
| Ackerbau, Viehzucht und Fischerei                                                  | 038   | 018,07 |
| Industrie                                                                          | 0301  | 012,39 |
| Bauwirtschaft                                                                      | 0216  | 08,89  |
| Dienstleistungsbetriebe                                                            | 1.473 | 060,64 |
| Total                                                                              | 2.429 | 100,00 |
| * Daten aus dem Statistischen Amt für Wirtschaftliche Entwicklung in Galicien, IGE |       |        |

## Partnerstädte
- Trujillo  Extremadura
- Úbeda  Andalusien
- Niedereschach  Deutschland